# (1416) Renauxa
(1416) Renauxa es un asteroide perteneciente al cinturón de asteroides descubierto el 4 de marzo de 1937 por Louis Boyer desde el observatorio de Argel-Bouzaréah, Argelia.

## Designación y nombre
Renauxa se designó inicialmente como 1937 EC.
Posteriormente, fue nombrado en honor del astrónomo francés P. Renaux.

## Características orbitales
Renauxa orbita a una distancia media de 3,018 ua del Sol, pudiendo alejarse hasta 3,33 ua. Su excentricidad es 0,1033 y la inclinación orbital 10,04°. Emplea en completar una órbita alrededor del Sol 1915 días.